# Oxira primuloides
Oxira primuloides är en fjärilsart som beskrevs av Hanan Bytinski-salz 1939. Oxira primuloides ingår i släktet Oxira och familjen nattflyn. Inga underarter finns listade i Catalogue of Life.